# Euippe euchlorata
Euippe euchlorata là một loài bướm đêm trong họ Geometridae.